# أغنية شعبية

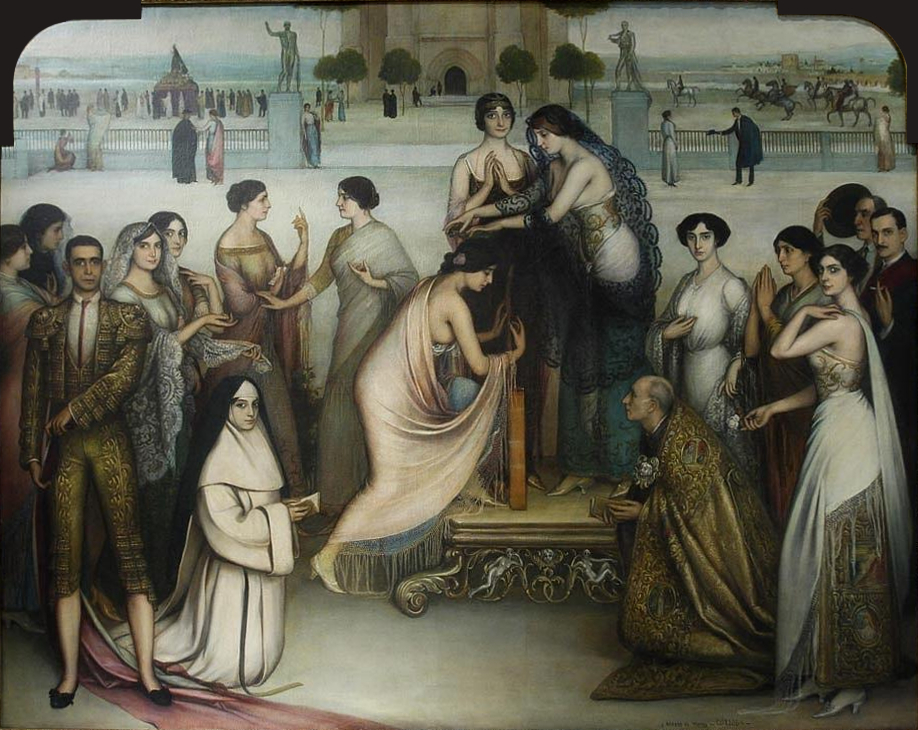
الأغنيه الشعبية عند خوليوروميروتوريس.

الأغنية الشعبية  (معروفه أيضا بأنها أغنية قصيرة أو أغنية اسبانية أو أندلسية) هي شكل شعري مستوحي منه كلمات الاغاني الشعبية. وقد ظهرت في إسبانيا في القرن الثامن عشر حينها صارت أكثر شهرة وأصبحت أكثر توسعا في أمريكا اللاتينية. وقد جاء اسمها من الصوت اللاتيني المجمع" lazo " و"union"
تتكون الأغنية الشعبية من ثلاث أوأربع من أبيات الفن الطفيف، خاصه ثماني المقطع، كما ترتبت في شكل رباعيه رومانسية (8-8أ8-8أ)، تتابعيه (7-7أ7-5أ) أومستديرة (8أ8ب 8ب8أ).
الأغنية الشعبية قريبة جدا من الرومانسية بسبب صيغتها المقياسية وبنيتها المميزة، أما بالنسبة لمانويل رومان فهي الوريث الشرعي لها. الأغنية الشعبية لديها علاقة مباشرة بالاغاني التي يستخدمها الشعب لكي يبلغ عن اساءة ويحكي الحكايات الواقعية ويصف العادات وفي الاغلب لكي يتحدث عن الحب، الغيرة وخيبة الامل.
وبالرغم من أن هذا الاسلوب خاص بالمؤلفين الشعبين الا أنه لم يختفي عند الكتاب المثقفين مثل إنيغولوبيث دي ميندوثا ورافائيل ألبرتي ولويس دي جونجورا وأنطونيوماتشادو وفيديريكوغارثيا لوركا. الموضوع الذي يتناولوه في أغنية أحيانا يكون حدث محلي اورومانسي يسمع في حانة، وموضوعات اخري للشعب الذي يؤلف مقطوعات شعريه دون أن يعرف ان كان لها كاتب أم لا. الشخصيات الثلاثة الذين ظلوا هم أكثر مؤلفي الأغنية الشعبية هم رفايل ليون، مانويل لوبيز كيروغا وأنطونيوكوينتيرو، والذين عرفوا أيضا بالثلاثي كوينتيرو، ظل رفايل ليون ومانويل لوبيز كيروغا أكثر ممثلي للاغنية الشعبية.

## تاريخها
الأغنية الشعبية ظهرت في إسبانيا في القرن الثامن عشر لكي تشكل لمواجهه الهيمنة الموضة الفرنسيه في المسرح والموضة الايطاليه في الموسيقي. كانت الأغنية الشعبية معروفة بالأغنية القصيرة السابقه الأغنية الشعبية، وهم كانوا في الاغلب مخصصين للنساء في الاعياد والصالونات الخاصة، هؤلاء المطربين كانوا يعرفوا بمغنوالاغاني القصيره التي اعطتهم مكانه في كثير من الاساطير والاغاني. لذلك ولدت الأغنية الشعبية في بداية القرن العشرين كنوع من أنواع الاستمرارية للاصوات والاغاني القصيرة.التي كانت أغاني قصيرة ومرحة وبروعه el cuple . تم تفسير الضوء في استراحة المسارح. المزيج بين الأغنية القصيرة وel cuple الذي كان عروضا مسرحية السنوات العشرين، اعطي مكانة لميلاد الأغنية الشعبية.